# Покровское (Никопольский район)
Покро́вское (укр. Покровське) — село,
Покровский сельский совет,
Никопольский район,
Днепропетровская область,
Украина.
Код КОАТУУ — 1222985501. Население по переписи 2011 года составляло 4675 человек.
Является административным центром Покровского сельского совета, в который, кроме того, входят сёла
Капуловка,
Катериновка,
Красное,
Набережное и
Шахтёр.

## Географическое положение
Село Покровское находится на правом берегу Каховского водохранилища,
выше по течению на расстоянии в 3,5 км расположено село Набережное,
ниже по течению на расстоянии в 4 км расположено село Капуловка.
Рядом проходит автомобильная дорога Т-0436.

## История
- Местность, где находится село Покровское, была обитаема издавна. Здесь исследовано скифское поселение (IV—III вв. до н. э.) с остатками жилищ и металлургического производства.
- Около села Покровское в 1734—1775 годах находилась столица Запорожья — Новая Сечь. Сегодня она затоплена водами водохранилища.
- Село Покровское возникло в 1775 году на месте, где до ликвидации Новой Сечи располагался её Кош [2].
- В 1777 году по распоряжению новороссийского губернатора село, в котором было 300 дворов, было объявлено городом; здесь разместились провинциальная канцелярия и духовное правление. Но уже в следующем году канцелярию и правление перевели в селение Никитино (ныне Никополь), а Покровское стало местечком [3].

## Экономика
- Свиноферма.

## Объекты социальной сферы
- Школа.
- Детский сад.
- Больница.
- Покровский народный историко-краеведческий музей.
- Покровский дом культуры
- Покровское ДЮСШ

## Достопримечательности
- Братская могила советских воинов.
- Памятник Т. Г. Шевченку.
- Памятник М. Горькому.
- Памятник П. И. Калнышевскому
- Памятный знак жертв Голодомора.
- Дом Культуры.
- База отдыха "Дубки" на берегу Каховского водохранилища.
- База отдыха "Хутор Калныша" на окраине села, на берегу Каховского водохранилища.